# Декларація Об'єднаних Націй (1942)

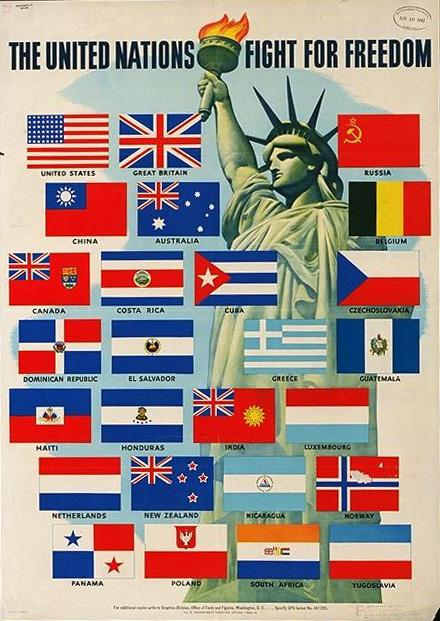
Агітаційний плакат із прапорами 26 держав-підписантів

Декларація Об'єднаних Націй (англ. Declaration by United Nations, також Декларація двадцяти шести держав) — договір про союз у Другій світовій війні проти держав гітлерівського блоку.

## Історія

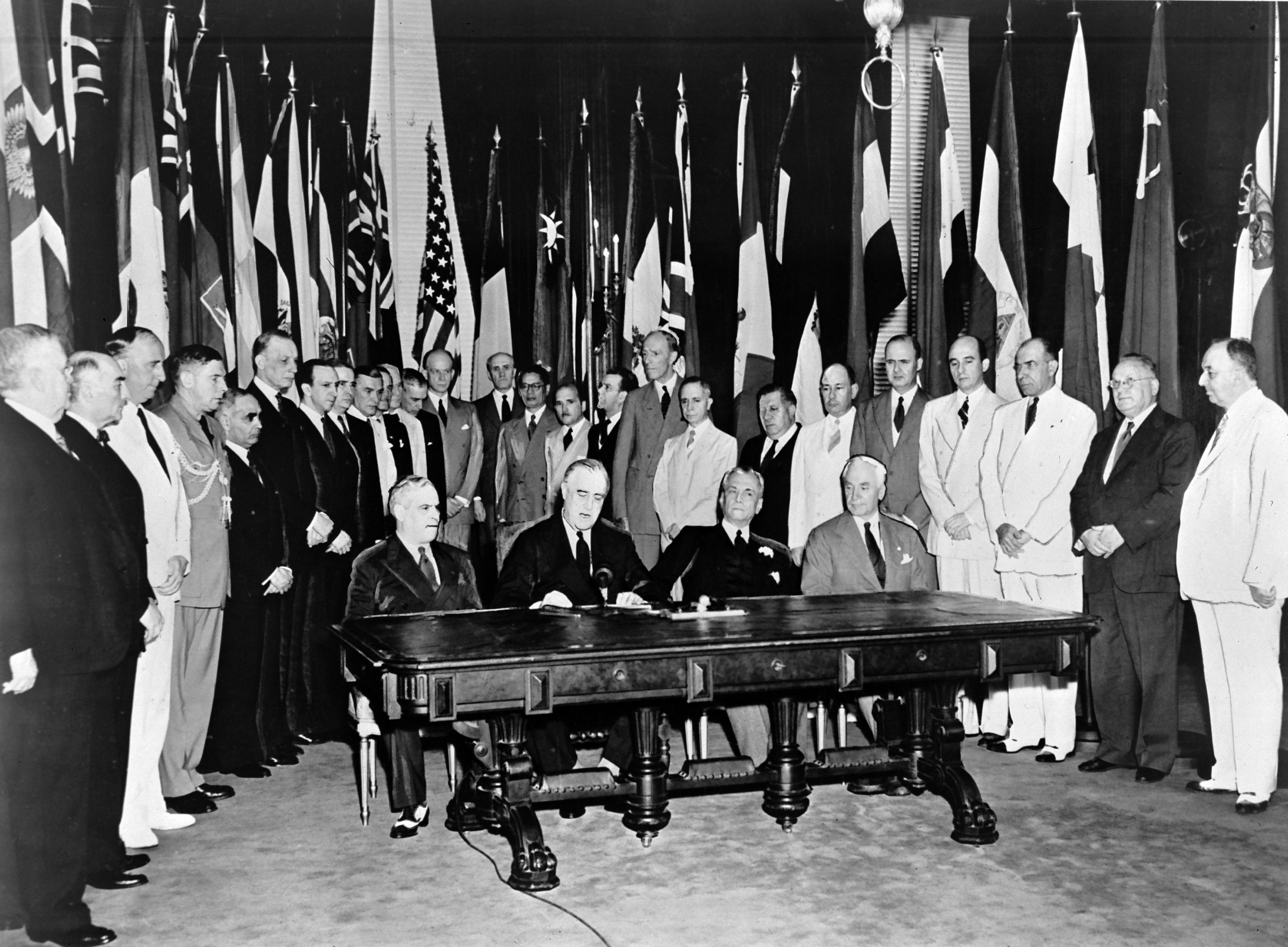
Представники 26 країн-союзників, які воюють проти держав Осі, зустрілися у Вашингтоні, округ Колумбія, щоб пообіцяти підтримку Атлантичної хартії, підписавши Декларацію Організації Об’єднаних Націй 1 січня 1942. Документ містив перше офіційне використання терміну «Об’єднані Нації», запропоноване президентом США Франкліном Делано Рузвельтом (сидить, другий зліва).

Декларація підписана 1 січня 1942 року у Вашингтоні (США) президентом США Франкліном Рузвельтом, прем'єр-міністром Великої Британії Вінстоном Черчиллем, послом СРСР у США Максимом Літвіновим, представниками окупованих Німеччиною європейських держав, представниками Британської імперії, Китаю та латиноамериканських республік, включаючи Коста-Рику та Гаїті. Оформлення союзного договору у вигляді декларації було запропоноване американською стороною, аби уникнути процесу ратифікації сенатом США і неминучої тоді гострої критики СРСР за Пакт Молотова — Ріббентропа 1939 року та агресивні дії у 1939—40 роках.

## Положення

Декларація Об'єднаних Націй

За статтею 1 декларації кожен з урядів-підписантів зобов'язувався спрямовувати всі свої військові та економічні засоби проти тих членів Троїстого (Берлінського) пакту та їхніх союзників, з якими даний уряд уже перебував у війні (це звільняло СРСР від необхідності воювати з Японією). За статтею 2 кожен уряд зобов'язувався не укладати з ворогом сепаратного миру. Спільною політичною програмою держав антигітлерівської коаліції проголошувалася Атлантична хартія. Надалі цей союз стали називати Об'єднаними Націями.

## Учасники
| Початкові сторони        | |
| Велика четвірка          | Сполучені Штати • Велика Британія • Радянський Союз • Китай                                                                 |
| Британська Співдружність | Австралія • Канада • Індія • Нова Зеландія • Південна Африка                                                                |
| Інші держави             | Коста-Рика • Куба • Домініканська Республіка • Ель Сальвадор • Гватемала • Гаїті • Гондурас • Нікарагуа • Панама            |
| У вигнанні               | Бельгія • Чехословаччина • Греція • Люксембург • Нідерланди • Норвегія • Польща • Югославія                                 |
| Приєдналися згодом       | |
| 1942                     | Мексика • Співдружність Філіппіни • Ефіопська імперія                                                                       |
| 1943                     | Ірак • Бразилія • Болівія • Іран • Колумбія                                                                                 |
| 1944                     | Ліберія • Франція |
| 1945                     | Еквадор • Перу • Чилі • Парагвай • Венесуела • Уругвай • Туреччина • Королівство Єгипет • Саудівська Аравія • Ліван • Сирія |